# Sakimoto Shinsuke
Shinsuke Sakimoto (sinh ngày 14 tháng 4 năm 1982) là một cầu thủ bóng đá người Nhật Bản.

## Sự nghiệp câu lạc bộ
Shinsuke Sakimoto đã từng chơi cho Gamba Osaka và Sagawa Express Osaka.